# Рузвельт, Теодор (младший)
Теодор Рузвельт-младший (англ. Theodore Roosevelt Jr. или англ. Theodore Roosevelt III; 13 сентября 1887, Ойстер-Бей, Нью-Йорк, США — 12 июля 1944, Меоти, Франция) — американский управленец, бизнесмен и военный, старший сын Теодора Рузвельта, президента США, от брака с Эдит Рузвельт.

## Биография
Участвовал в Первой мировой войне, служил помощником министра военно-морского флота (1921–1924). Был губернатором Пуэрто-Рико (1929—1932) и генерал-губернатором Филиппин (1932—1933). Во время Второй мировой участвовал в операции «Факел», затем в высадке в Нормандии. Скончался от сердечного приступа через месяц, не успев получить уже одобренную награду за героизм.
В честь Рузвельта названы два вида карибских ящериц Anolis roosevelti и Sphaerodactylus roosevelti. Оба они были описаны внуком президента Улисса Гранта герпетологом Чапманом Грантом.

## В культуре
- Фильм The Longest Day (1962)
- Мини-сериал 2014 года The Roosevelts